# Rue Francis-Ponge
La rue Francis-Ponge est une voie du 19e arrondissement de Paris, en France.

## Situation et accès
La rue Francis-Ponge est une voie publique située dans le 19e arrondissement de Paris. Elle débute au 7-9, place Rhin-et-Danube et se termine au 123, boulevard Sérurier.

## Origine du nom

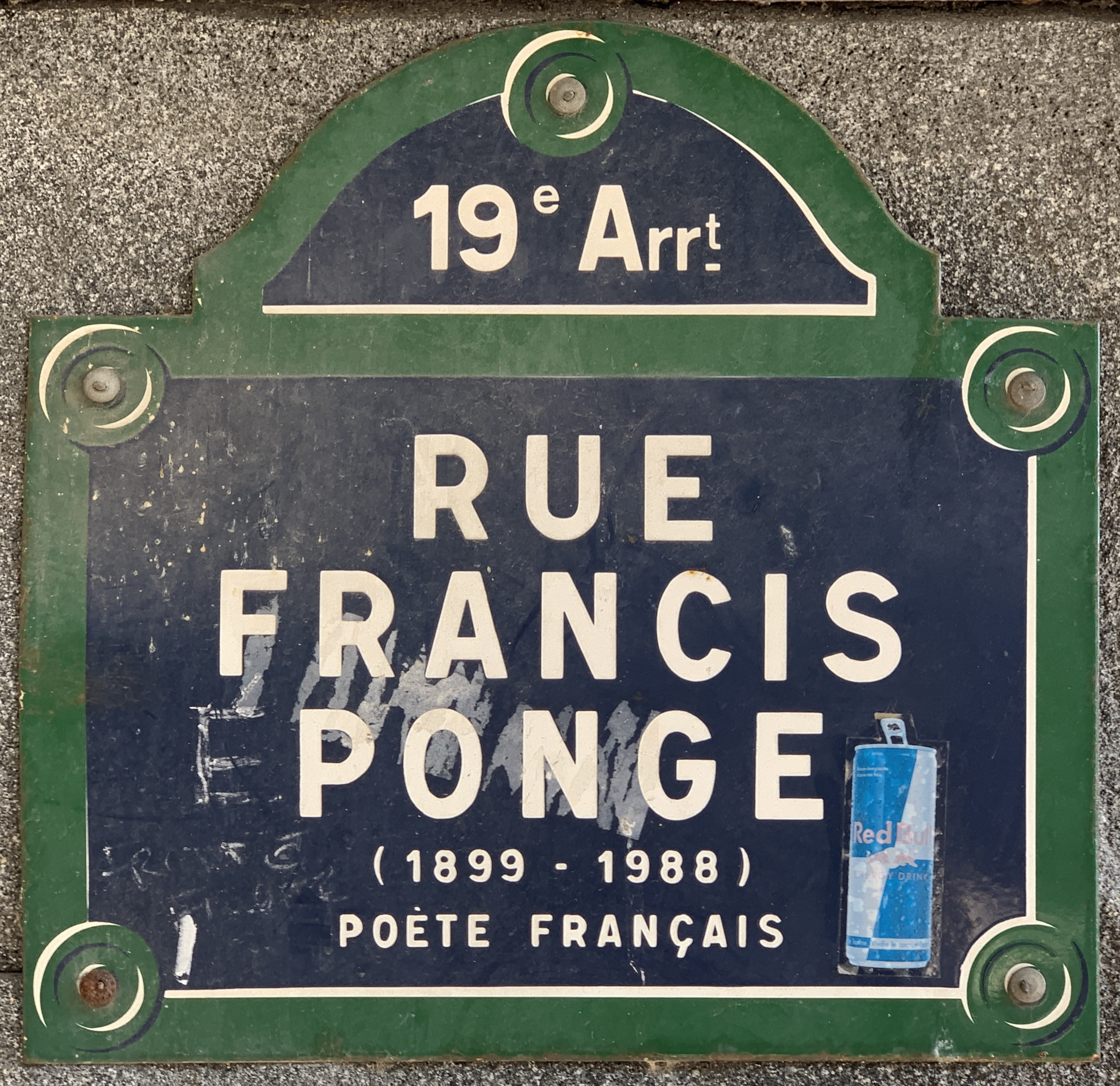
Plaque de la rue.

Elle porte le nom du poète français Francis Ponge (1899-1988). 

## Historique
La voie est créée dans le cadre de l'aménagement de l'hôpital Hérold sous le nom provisoire de « voie CN/19 » et prend sa dénomination actuelle par un arrêté municipal du 14 janvier 1994. 